# Штейман, Яков Львович
Яков Львович Штейман (7 (20) ноября 1901 года, Минск — 24 февраля 1984 года, Тула) — советский военный деятель, генерал-майор (29 октября 1943 года).

## Начальная биография
Яков Львович Штейман родился 7 (20) ноября 1901 года в Минске.
В 1912 году окончил четыре класса еврейской школы, после чего работал на заводе.

## Военная служба

### Гражданская война
В июле 1919 года призван в ряды РККА и направлен красноармейцем в 70-й стрелковый полк (8-я стрелковая дивизия), после чего в ходе советско-польской войны принимал участие боевых действиях на Западном фронте. В октябре 1919 года Я. Л. Штейман попал в польский плен, после чего содержался в крепости Бобруйска, откуда бежал, но вновь пойман и направлен в Минский лагерь военнопленных. После освобождения в мае 1920 года направлен в Ярославль и затем в Рыбинск, где служил в комендантском взводе при комендантском управлении.

### Межвоенное время
В сентябре 1921 года Я. Л. Штейман направлен на учёбу на 40-е Костромские пехотные командные курсы, после окончания которых в 1922 году направлен в 53-й стрелковый полк (18-я стрелковая дивизия, Московский военный округ), дислоцированный в Рыбинск, в составе которого служил на должностях командира отделения, взвода, роты разведчиков стрелковой роты. В августе 1929 года вступил в ряды ВКП(б) (партбилет номер 196895). В ноябре 1929 года направлен на учёбу на курсы «Выстрел», после окончания которых в мае 1930 года вернулся в 53-й стрелковый полк на должность командира роты.
С июня 1930 года служил в Оружейно-технической школе в Туле на должностях командира роты и начальника штаба батальона, а в марте 1933 года переведён в 50-й стрелковый полк (17-я стрелковая дивизия, Московский военный округ), дислоцированный в Горьком, где назначен на должность командира батальона, а в мае 1938 года — на должность командира этого же полка.
В августе 1939 года полковник Я. Л. Штейман переведён на должность командовал 541-го стрелкового полка (136-я стрелковая дивизия), находясь на которой принимал участие в боевых действиях в ходе Советско-финляндской войны.
С мая 1940 года служил заместителем командира — начальником пехоты 20-й горнострелковой дивизии (3-й стрелковый корпус, Закавказский военный округ).

### Великая Отечественная война
С началом войны полковник Я. Л. Штейман находился на прежней должности. 20-я горнострелковая дивизия выполняла задачи по прикрытию советско-иранской государственной границы
15 августа 1941 года назначен на должность командира формировавшейся в Закавказье 398-й стрелковой дивизии, которая вскоре включена в 44-ю армию. В конце декабря 1941 — начале января 1942 года 398-я стрелковая дивизия принимала участие в ходе Керченско-Феодосийской десантной операции, а с конца января вела оборонительные боевые действия на Крымском фронте. 15 марта 1942 года полковник Я. Л. Штейман был ранен, после чего лечился в госпитале.
По выздоровлении с 8 апреля состоял в распоряжении Военного совета Крымского, а с 19 мая — Северо-Кавказского фронтов и 29 мая назначен на должность командира 157-й стрелковой дивизией, которая готовила оборонительные рубежи на Дону в районе ст. Магынская и г. Батайск.
В июле направлен на учёбу на ускоренный курс при Высшей военной академии имени К. Е. Ворошилова, после окончания которого в конце ноября 1942 года назначен на должность командира 6-й стрелковой дивизии, ведшей боевые действия на Донбассе. 9 февраля 1943 года полковник Я. Л. Штейман был тяжело ранен, после чего лечился в госпитале и находился в распоряжении Главного управления кадров НКО.
В октябре назначен на должность командира 29-й стрелковой дивизии, ведшей боевые действия в районе Невеля, а с января 1944 года — в районе Козлово, Борок, Лобок (Калининская область). В феврале 29-я стрелковая дивизия была выведена в резерв Ставки Верховного Главнокомандования с целью пополнения личным составом и боевой подготовкой и в мае 1944 года была включена в состав 6-й гвардейской армии, после чего принимала участие в ходе Белорусской наступательной операции.
В августе 1944 года генерал-майор Я. Л. Штейман назначен на должность заместителя командира 62-го стрелкового корпуса, который вскоре принимал участие в ходе Варшавско-Познанской и Берлинской наступательных операций и к 2 мая вышел к реке Эльба западнее г. Цербст (Германия), где встретились с американскими союзными войсками.

### Послевоенная карьера
С июня 1945 года состоял в распоряжении Военного совета Группы советских войск в Германии. В октябре назначен на должность заместителя командира 10-й гвардейской стрелковой дивизии (Северная группа войск), а в феврале 1946 года — на должность заместителя командира 13-го стрелкового корпуса (Тбилисский военный округ).
Генерал-майор Яков Львович Штейман 24 августа 1946 года вышел в запас. Работал заместителем председателя Тульского областного комитета ДОСААФ. Умер 24 февраля 1984 года в Туле.

## Награды
- Орден Ленина (21.02.1945);
- Два ордена Красного Знамени (03.11.1944, 30.05.1945);
- Орден Суворова 2 степени (06.04.1945);
- Медали.

- Часы (1936)[2].